# Los Gavilanes (película)
Los Gavilanes es una película de romance y drama mexicana de 1956, escrita por Aurora Brillas, coescrita y dirigida por Vicente Oroná, y protagonizada por Pedro Infante, Lilia Prado, Ana Bertha Lepe y Angélica María. La historia habla acerca de dos hombres de diferentes clases sociales, Juan Menchaca (Pedro Infante) y Roberto (Ángel Infante) quienes no saben que son medio hermanos, y que a la vez terminan en una batalla entre ellos después que Roberto asesinara a la novia de Juan, haciendo que el último se una a la banda conocida como Los Gavilanes, en una búsqueda por venganza y por ayudar a los pobres.

## Sinopsis
En un pueblo dominado por el cacequismo, el rico Don Bernardo (José Baviera) manda a un grupo de hombres a encontrar y traer a su hijo. Estos lo secuestran de la casa de su madre Mariana (Hortensia Santoveña) y de su nuevo esposo, José María (José Chávez) quien termina siendo asesinado en un intento de detenerlos. Sin embargo, se revela que ha habido una confusión, pues el hijo de Don Bernardo, Juan, sigue en la casa, siendo que el hijo biológico de la pareja, Roberto, el secuestrado. Antes de morir, José María hace jurar a Mariana que jamás le dirá a Juan su verdadero origen.
Años después, Don Bernardo y un crecido Roberto (Ángel Infante) regresan al pueblo, donde Juan (Pedro Infante) y su madre viven felizmente mientras él trabaja en la hacienda de Don Bernardo. Mientras inspecciona la hacienda, Roberto queda perdidamente obsesionado con la novia de Juan, Rosa María (Ana Bertha Lepe). En un momento, Roberto se encuentra con Rosa María e intenta violarla, pero ella se suicida con un cuchillo antes de que pudiera hacer algo. Roberto escapa, mientras que Juan se encuentra con su amada lo suficiente para que ella le revele al culpable y después morir en sus brazos. Juan termina siendo acusado por el crimen, por lo que tiene que escapar de su hogar. Este termina uniéndose al grupo de Los Gavilanes, quienes buscarán hacer justicia en contra de los adinerados que explotan a los pobres, mientras que Juan buscará una venganza personal contra Roberto.

## Reparto
| Actor                       | Personaje         |
| --------------------------- | ----------------- |
| Pedro Infante               | Juan Menchaca     |
| Lilia Prado                 | Rosaura           |
| Ana Bertha Lepe             | Rosa María        |
| Ángel Infante               | Roberto           |
| Angélica María              | Florecita/Micaela |
| José Elías Moreno           | Gorila            |
| Hortensia Santoveña         | Mariana           |
| José Baviera                | Don Bernardo      |
| Eulalio González            | Andrés            |
| Wolf Ruvinskis              | Rómulo            |
| Federico Curiel «Pichirilo» | Perico            |
| José Eduardo Pérez          | Capitán Ramírez   |